# مجلس الوزراء الكويتي (ديسمبر 2012)
مجلس الوزراء الكويتي - ديسمبر 2012 أو الحكومة الكويتية الثانية والثلاثون أو حكومة جابر المبارك الرابعة هي الوزارة رقم 32 في تاريخ دولة الكويت منذ الاستقلال عام 1961، تشكّلت في تاريخ 11 ديسمبر 2012، برئاسة الشيخ جابر المبارك الحمد الصباح، واستمرت حتى 28 يوليو 2013.

## التشكيلة الوزارية
- رئيس الوزراء: جابر مبارك الحمد الصباح
- نائب أول لرئيس مجلس الوزراء ووزير الداخلية: أحمد الحمود الجابر الصباح
- نائب رئيس مجلس الوزراء ووزير الدفاع: أحمد خالد الحمد الصباح
- نائب رئيس مجلس الوزراء ووزيرالخارجية: صباح الخالد الحمد الصباح
- نائب رئيس مجلس الوزراء ووزير المالية: مصطفى جاسم الشمالي
- وزير التجارة والصناعة: أنس خالد الصالح
- وزير للشؤون الاجتماعية والعمل: ذكرى عايد الرشيدي
- وزير دولة لشؤون التخطيط والتنمية ووزير دولة لشؤون مجلس الأمة: رولا عبد الله دشتي
- وزير المواصلات ووزير الدولة لشؤون الإسكان: سالم مثيب أحمد الأذينة
- وزير الإعلام ووزير دولة لشؤون الشباب: سلمان صباح السالم الحمود الصباح
- وزير العدل ووزير الأوقاف والشؤون الإسلامية: شريدة عبد الله المعوشرجي
- وزير الصحة: محمد براك الهيفي
- وزير دولة لشؤون مجلس الوزراء ووزير الدولة لشؤون البلدية: محمد عبد الله المبارك الصباح
- وزير التربية ووزير التعليم العالي: نايف فلاح الحجرف
- وزير النفط: هاني عبد العزيز حسين (استقالة) / مصطفى جاسم الشمالي